# Vstupní zařízení
Vstupní zařízení je hardware, pomocí kterého počítač přijímá data. Obvykle jde o zařízení používaná pro samotné ovládání počítače (myš, klávesnice apod.), může ale jít např. i o specializované např. teplotní senzory nebo čtečky čárových kódů.

## Textová vstupní zařízení
- počítačová klávesnice
- rozpoznávání písma
- rozpoznávání řeči

## Zařízení s ukazatelem
V dnešní době jsou klávesnice nejběžnějším užívaným zařízením. Zařízení s ukazatelem je jakékoliv lidské rozhraní, které umožní uživateli vložit prostorové údaje do počítače. V případech myší a touchpadů je to běžně dosaženo detekováním pohybu po fyzickém povrchu. Analogové zařízení jako například 3D myš, joystick, nebo trackpoint, fungují hlášením změn bodů vychýlení. Pohyb těchto zařízení je do počítače interpretován pohybem kurzoru, vytvářející jednoduchý a intuitivní způsob pro navigování v počítačovém GUI.
Zařízení s ukazatelem jsou vstupní zařízení, která jsou určena pro stanovení pozice v prostoru a mohou být dále řazeny podle:
- Zda je vstup přímý, nebo nepřímý. Při přímém vstupu je vstup shodný se vstupem zobrazeným. Dotyková obrazovka a světelná pera využívají přímého vstupu.
- Zda je poziční informace absolutní (například dotyková obrazovka), nebo relativní (například počítačová myš, která může být přizvednuta a přemístěna).

Další zařízení:
- počítačová myš
- trackball
- touchpad
- haptická rukavice
- světelné pero
- dotyková obrazovka
- tablet

## Herní zařízení
Herní zařízení, jako například tlačítka nebo joysticky, jsou často kompozitní – mají alespoň 2 odlišné formy vstupu. Za kompozitní zařízení lze považovat i počítačové myši, protože nejen sledují pohyb, ale poskytují tlačítka pro klikání.
- joystick
- gamepad
- pedál
- volant

## Zařízení snímající obraz a zvuk
- scanner
- webová kamera
- videokamera
- mikrofon
- čtečka